# Hudig & Pieters

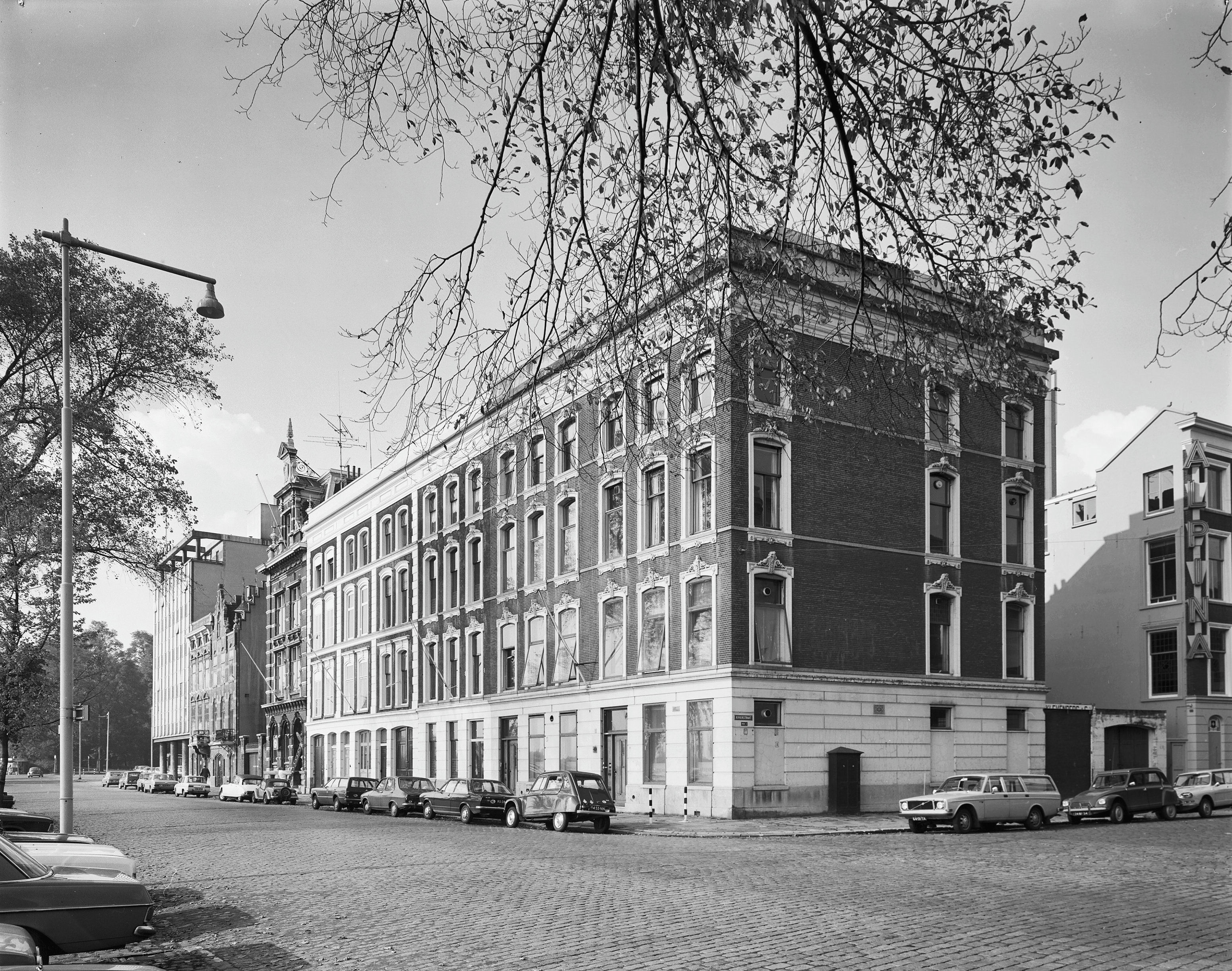
Voorgevels Westerkade 20-26 met daarnaast op nr 27 het voormalig hoofdkantoor van Hudig & Pieters.

Hudig & Pieters was een Rotterdams scheepvaartbedrijf, in 1856 opgericht als agentuur, cargadoor en rederij, dat een belangrijke rol heeft gespeeld bij de ontwikkeling van de Rotterdamse haven in de tweede helft van de 19e eeuw. Het bedrijf is in 1970 door de familie verkocht aan Internatio-Müller.

## Geschiedenis

### Oprichting
Hudig & Pieters werd in 1856 opgericht als cargadoorsfirma door Godefridus Samuel Pieters (1817-1887), een voormalig hoofdkassier van Hudig & Blokhuyzen, en Pieter Hudig (1832-1864), kleinzoon van Jan Hudig (1769-1858), de oprichter van het cargadoorshuis Hudig & Blokhuyzen. 
Pieters was op 15-jarige leeftijd begonnen bij Hudig & Blokhuyzen, en was daar opgeklommen tot hoofdkassier. Na 22 jaar dienstverband begon hij in 1854 zijn eerste onderneming in samenwerking met het cargadoorsbedrijf W.P. Knaepen. In navolging van W.P. Knaepen werd Pieters in 1855 benoemd tot vice-consul van Beide Sicilien te Rotterdam.

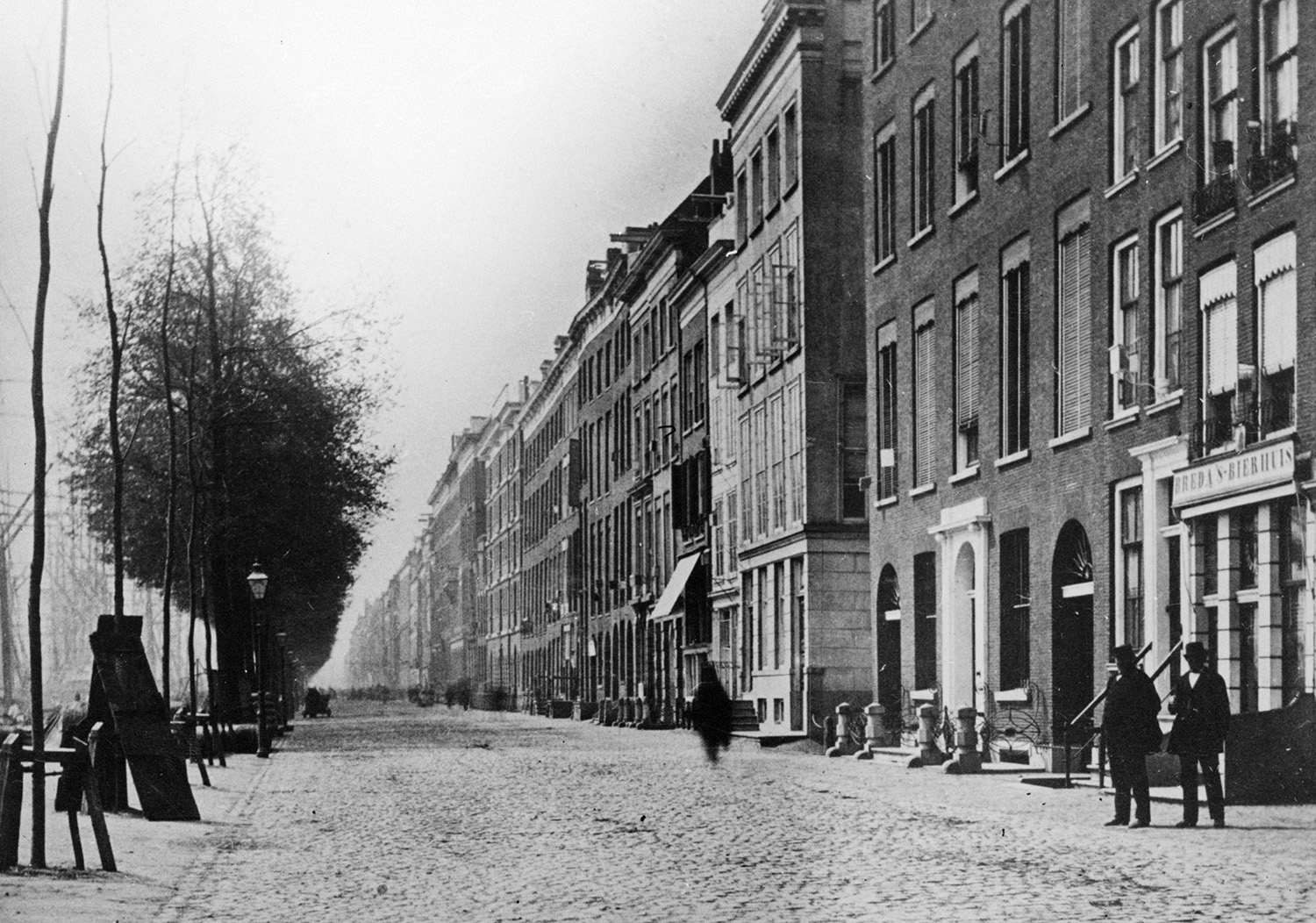
De Boompjes in 1868, gezien naar het westen.

Op 15 november 1856 werd het cargadoorsbedrijf Hudig & Pieters opgericht met een kantoor aan de Boompjes 108. Tegelijk werd aan de zuidzijde van de Maas in de buitenplaats Feijenoord van de gemeente een perceel gepacht om met een stoommachine hout voor schepen te creosoteren. Het terrein was geschikt voor de aanvoer van creosootolie met schepen.

### Scheepvaartondernemingen van de familie Hudig
Deze zaak ging in de Rotterdamse haven de concurrentie aan met enkele andere scheepvaartondernemingen van de familie Hudig, zoals D. Hudig & Co, Hudig & Veder, de genoemde Hudig & Blockhuyzen, en John Hudig & Son. In de laatste drie speelde in die tijd Jan Hudig een sleutelrol. 
De stamvader van deze Rotterdamse familie Hudig was de 17de-eeuwse uit Mannheim afkomstige Huibert Willemsen Heudighe (overl. 1655), soldaat en musketier in dienst van de Republiek. Rond 1730 had hij zich in Amsterdam gevestigd, waar hij na zijn afzwaaien werkzaam was als leerlooier, wonend in de Elandstraat in de Jordaan. De familie verhuisde naar Rotterdam met Caspar Hudig (1668-1707), die daar in 1701 als poorter stadsrechten verwierf. Via Jan of John Hudig (1702-1745) en zijn neef Ferrand Whaley Hudig (1734-1797) was het Jan Hudig (1769-1858), oprichter van Hudig en Blokhuyzen in 1795, die een belangrijke rol speelde in het zakelijk en openbare leven in Rotterdam.

### Ontwikkelingen in tweede helft van 19de eeuw

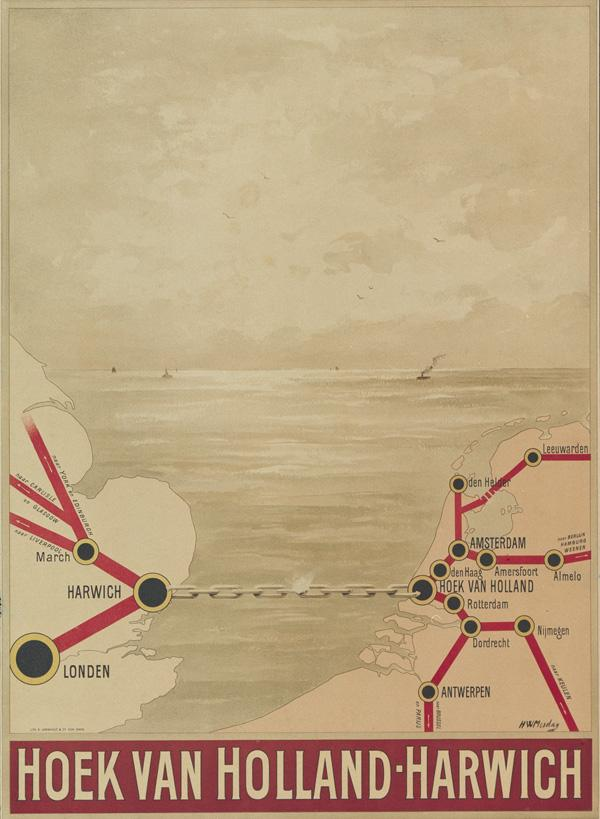
Verbinding Holland en Harwich, Affiche van H.W. Mesdag uit 1893.

In de tweede helft van de 19de eeuw maakte Rotterdam grote veranderingen door op economisch en sociaal gebied, en bloeide de handel en de haven op tot wereldformaat. Naast de agentuur voor de zeevaart werd Hudig & Pieters ook agent voor de Rijnspoorweg, die in 1856 Rotterdam per spoor met Keulen verbond. In 1862 vroeg de onderneming zelfs een concessie aan voor de aanleg van een waterweg tussen Rotterdam en de Noordzee, waarbij ze het Plan Caland in eigen beheer wilde uitvoeren.
Eind jaren 1860 werden Hudig & Pieters ook agent van de Engelse Great Eastern Railway, die sinds 1863 regelmatig en vanaf 1875 een dagelijkse dienst tussen Rotterdam en Harwich verzorgde. In 1893 ontwierp de in Den Haag wonende Hendrik Willem Mesdag een affiche voor deze snelle scheepvaartverbinding voor reizigers en vracht (zie afbeelding). Deze agentuur bleef tot ver in de 20ste eeuw bestaan lang nadat de Great Eastern Railway was opgegaan in de British Railways. Rond 1900 werd Hudig & Pieters tevens agent voor een wekelijkse scheepsverbinding tussen Rotterdam en Philadelphia.
In de jaren 1870 had het bedrijf zijn kantoor aan de Boompjes 108 verruild voor een kantoor aan de Rivierstraat in het Scheepvaartkwartier. In 1889 opende het bedrijf om de hoek een nieuw hoofdkantoor aan de Westerkade 27. Dit was ontworpen door het Rotterdamse bureau Muller en Droogleever Fortuyn, die later ook het hoofdkantoor van de Holland-Amerika Lijn, het huidige Hotel New York, ontwierp. In die tijd had Hudig & Pieters ook een filiaal geopend in Amsterdam, en had andere filialen in Londen, Newcastle en Hamburg-Harburg.

### Ontwikkelingen in twintigste eeuw
In de 20ste eeuw werd Hudig & Pieters meer actief in Hoek van Holland. Langs de kader werden schepen beladen, en in 1906 bouwden het bedrijf daar ook het slachthuis, de "Nieuwe Export", voor het slachten van vee voor de export. In het Amsterdamse filiaal van Hudig & Pieters was in 1900 Dirk Hudig (1876-1973) aangesteld als chef, maar werd daar al snel weggekaapt door de toenmalige directeur van Koninklijke Nederlandse Stoomboot-Maatschappij. Van 1917 tot 1947 stond Dirk Hudig daar zelf aan het roer.
In 1910 overleed Willebrordus Michael Pieters (1851-1910) in Abbazia, en trad zijn zoon Mr. Ludovicus Joannes (L.J.) Pieters (1884-1961) in zijn voetsporen als firmant bij Hudig & Pieters en verving hem in de vierkoppige directie. Verder in de jaren 1910 begon Hudig & Pieters met de opbouw van een eigen vloot, maar werd daarbij flink getroffen door de verwikkelingen in de Eerste Wereldoorlog. 
Na de Tweede Wereldoorlog nam Ludo Pieters in 1946 het roer over van zijn vader L.J. Pieters, en voerde het beheer van de onderneming tot de verkoop in 1970. In 1950 was de latere VVD-politicus Karel Staab enige jaren mededirecteur. Ter ere van het honderdjarige bestaan in 1956 verscheen het gedenkboek Hudig & Pieters 1856-1956.
In de jaren 1950 richtte Hudig & Pieters enige scheepvaartmaatschappijen op ten behoeve van de uitbreiding van hun vloot. Dit waren de N.V. Maatschappij 'Eiram III', de N.V. Maatschappij 'Eiram V', en de N.V. Nederlands-Franse Scheepvaart Maatschappij. De laatste beheerde twee vrachtschepen en een olietanker onder Nederlandse vlag, en werd in 1971 ontbonden.

## Schepen

### De eerste schepen in eigen beheer

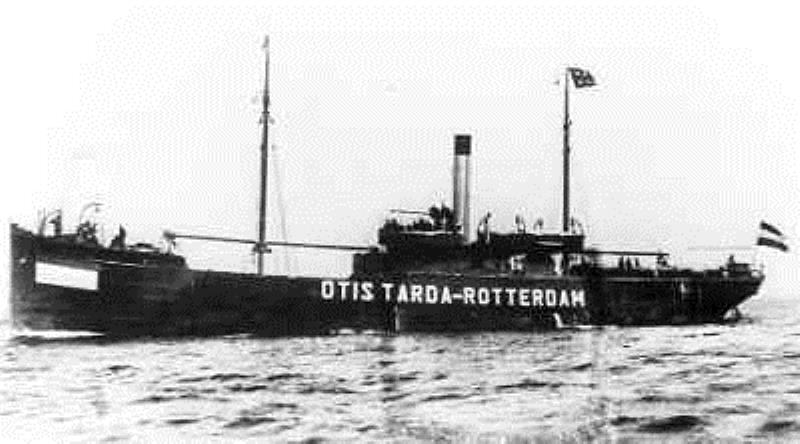
SS. Otis Tarda (1884-1916)

In de Eerste Wereldoorlog begon Hudig & Pieters met de opbouw van een eigen vloot. Als eerste werd de Otis Tarda (schip) aangekocht, een stoomvrachtschip gebouwd in 1884 door de Rotterdamse scheepswerf N.V. Nederlandsche Stoomboot Maatschappij in opdracht van de Firma Smith & Co uit Rotterdam. 
Dit schip verging anderhalf jaar na de aankoop op 21 juni 1916 op een reis van Rotterdam naar Goole door een Duitse zeemijn, gelegd door de Duitse SM U 6 onderzeeboot. De gehele bemanning werd gered door de SS. Gelderland van de Rotterdamsche Lloyd.

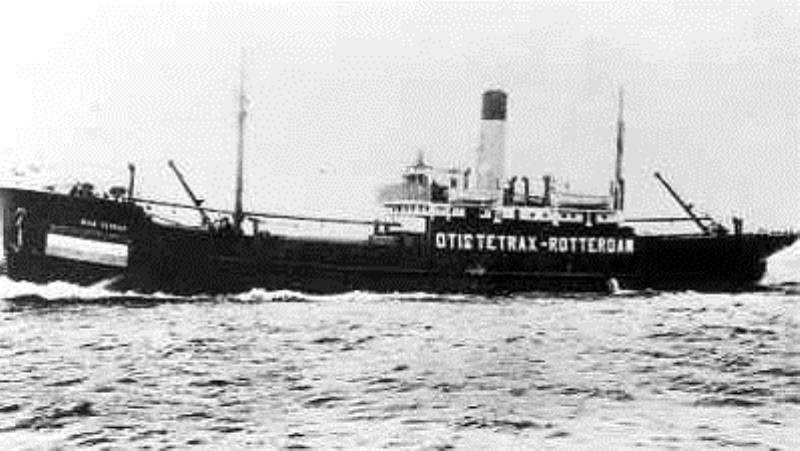
SS. Otis Tetrax (1916-1918)

In 1916 werd ook het eerste nieuw vrachtschip in gebruik genomen, de  Otis Tetrax (schip), gebouwd door de Meyer & Co.'s Scheepsbouw-Maatschappij N.V. te Zaltbommel. Dit stoomschip was voorzien van een triple expansie stoommachine gebouwd door de Burgerhout's Machinefabriek & Scheepswerf N.V. in Rotterdam, en voorzien van een state of the art laad- en losinrichting met stoomlieren en twee stoomhijskranen aan dek. 
Dit schip werd in maart 1918 in Kingston upon Hull in beslag was genomen door de Engelsen. Onder Britse vlag op 20 augustus 1918 met een lading steenkolen van Methil in Schotland naar Rouen voer het schip in de Noordzee ook op een zeemijn en verging.

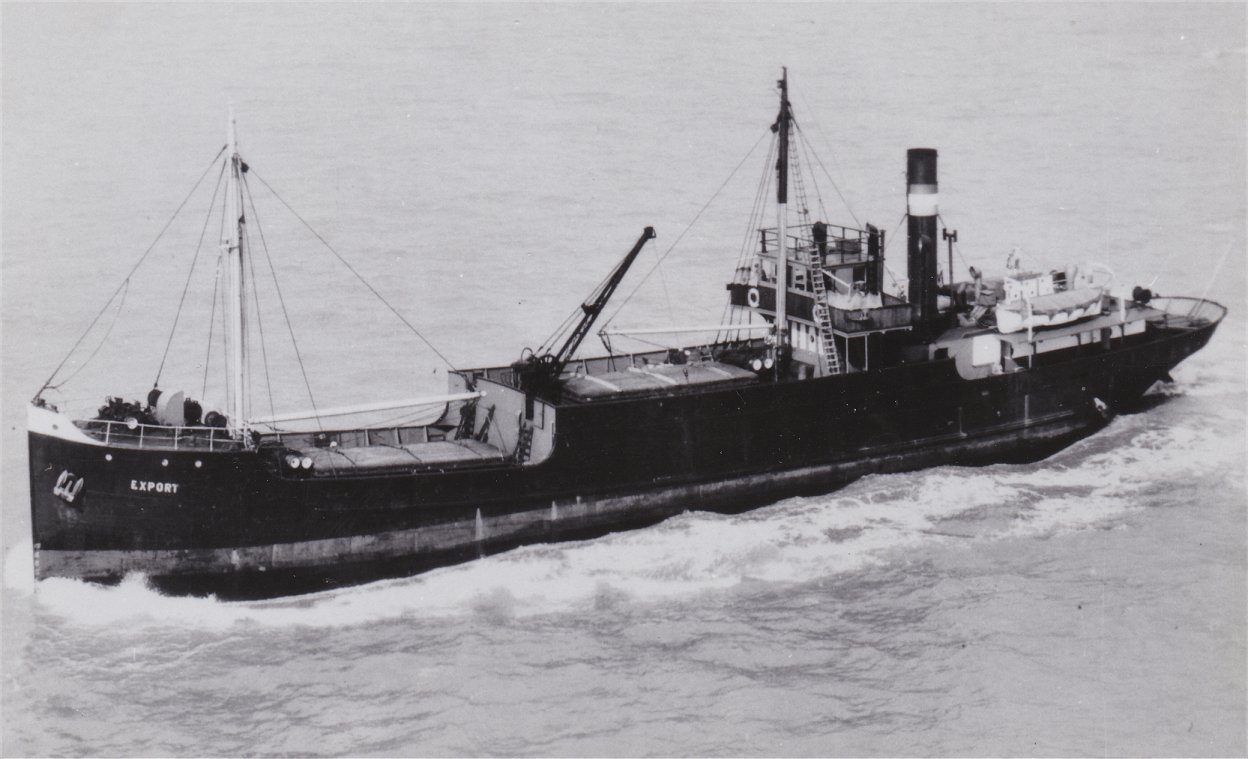
SS. Export (1918-1954)

In 1918 werd het vrachtschip Export (schip) gebouwd in Millingen aan de Rijn door Bodewes Binnenvaart, later opgegaan in de Damen Shipyards Group. Het schip werd in september opgeleverd en deed ongestoord dienst tot het begin van de Tweede Wereldoorlog. In juni 1940 werd het vrachtschip in Frans-Equatoriaal-Afrika aan de ketting gelegd door het Vichy-bewind en uiteindelijk in beslag genomen. Onder Franse vlag werd het twee jaar later in het Marokkaanse Port Lyautey tot zinken gebracht, maar drie dagen later reeds gelicht door de U.S. Navy en aan de reder teruggegeven. Twaalf jaar later in september 1954 werd het schip gesloopt in Hendrik Ido Ambacht.

### Overige schepen
Overige schepen van de Hudig & Pieters en nevenbedrijven waren:
- Berk (schip), vrachtschip gebouwd in 1919.
- Spar,  een Nederlands stoomvrachtschip gebouwd in 1924 door Van der Giessen.
- Brem (schip), vrachtschip gebouwd in 1939.
- Import (schip), vrachtschip gebouw in 1939[13]
- Marguerite (schip), vrachtschip gebouwd in 1948.[13]
- Export II (schip), vrachtschip gebouwd in 1950,
- Jacaranda (schip), vrachtschip gebouwd in 1952.[13]
- Hulst (schip), vrachtschip gebouwd in 1952.[13]
- Casamance (schip), vrachtschip gebouwd in 1957.[13]
- Saloum (schip), vrachtschip gebouwd in 1957.[13]
- Meidoorn (schip), vrachtschip gebouwd in 1959.
- Senegal (schip), olietanker gebouwd in 1960.[13]
- Ms Lady Anita, bevoorradingsschip gebouwd in 1965 door Verolme in Heusden.[18]
- Ms Lady Nathalia, een offshore supply-schip gebouwd in 1965, verging 27 maart 1968.[19]